# Evensong
Evensong é o nome comum para um serviço religioso cristão originado na tradição anglicana como parte da prática reformada do Daily Office ou horas canônicas. O serviço também pode ser referido como Oração Vespertina, mas Evensong é o nome mais comum quando o serviço é musical.
É aproximadamente o equivalente às Vésperas na Igreja Católica Romana e nas igrejas Luteranas. Embora muitas igrejas agora recebam seus serviços do Culto Comum ou de outros livros de orações modernos, se uma igreja tem um coro, o Coral Evensong do Livro de Oração Comum frequentemente permanece em uso por causa da maior provisão musical.

## Liturgia
Os serviços de Evensong são centrados em torno da leitura da Bíblia e cantando os salmos e os cânticos Magnificat e Nunc dimittis. A liturgia original de Evensong é encontrada no livro anglicano de Oração Comum em suas diferentes versões usadas ao redor do mundo.

## Música
Em um serviço totalmente coral de Evensong, todo o serviço, exceto a confissão do pecado, lições e algumas das orações finais são cantadas ou entoadas pelo ministro oficial e pelo coro. Nas catedrais, ou em dias particularmente importantes no calendário da igreja, os cânticos são realizados em ambientes elaborados. Em igrejas onde um coro não está presente, versões mais simples dos salmos e cânticos são geralmente cantadas pela congregação, às vezes com respostas e coletas faladas ao invés de cantadas. Esses serviços de Oração Noturna, onde o cenário musical é totalmente omitido, também são algumas vezes referidos como Evensong. A parte coral ou cantada de Evensong começa com as respostas de abertura cantadas pelo ministro e coro (ou congregação) alternadamente. Os salmos são então cantados geralmente em um estilo conhecido como canto anglicano,mas às vezes as configurações de canto simples dos salmos podem ser usadas em seu lugar. Em seguida, siga as leituras bíblicas.

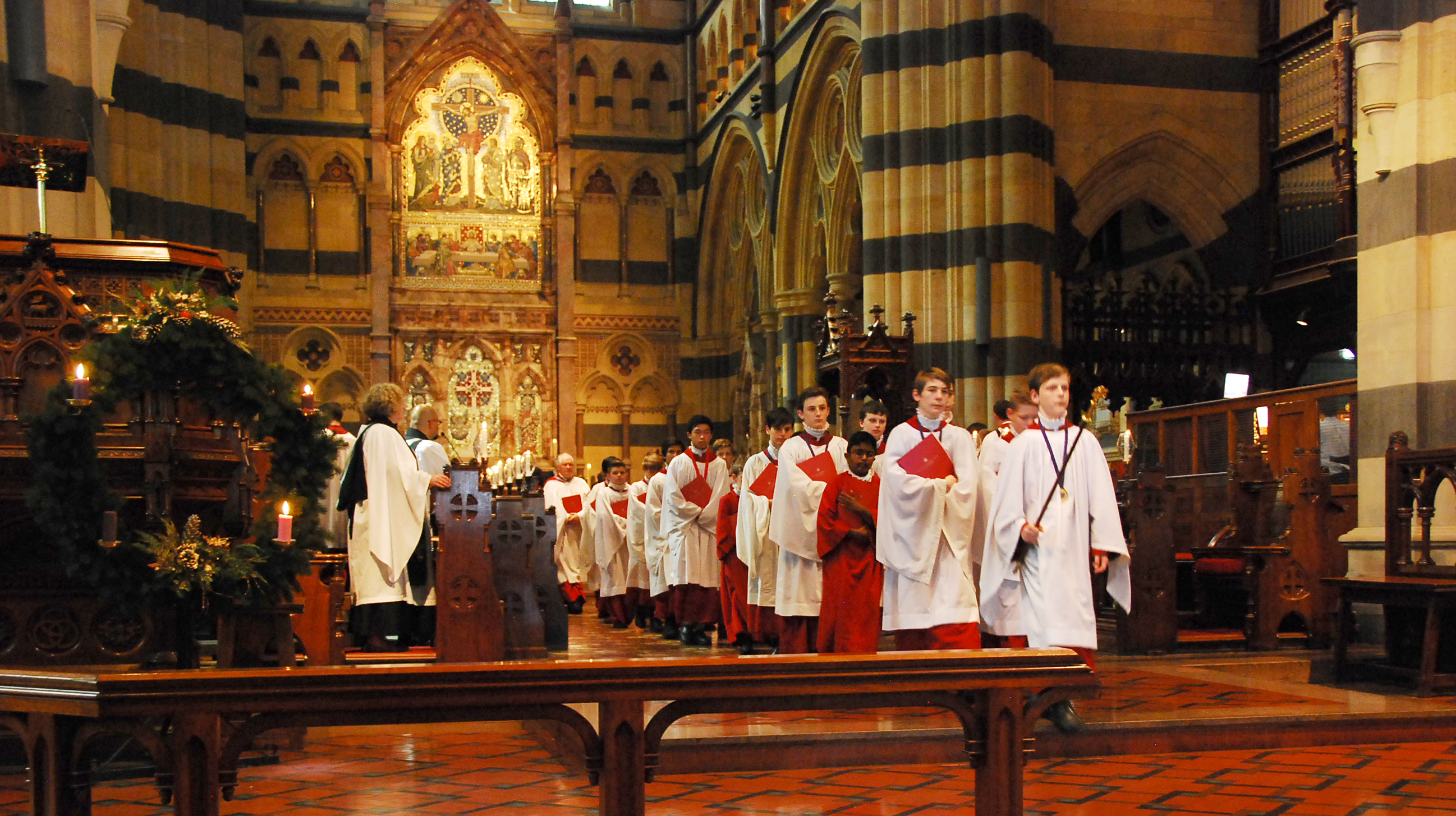
O coro em procissão em um evensong na Catedral de São Paulo, Melbourne.

Existem inúmeros cânticos, mas vários compositores contribuíram com obras que são executadas regularmente em toda a Comunhão Anglicana. Estes vão desde compositores renascentistas como Thomas Tallis, William Byrd e Orlando Gibbons, passando por compositores vitorianos como Charles Villiers Stanford, Thomas Attwood Walmisley até mestres posteriores da forma como Herbert Murrill e Basil Harwood. Herbert Howells compôs 18 cenários, incluindo Magnificat e Nunc dimittis para a Catedral de São Paulo. Charles Wood compôs vários cenários, incluindo Magnificat e Nunc dimittis em D, que foi chamado de "epítome da adoração da Igreja da Inglaterra". Cenários de fora da tradição central da música da igreja anglicana também se tornaram populares, com exemplos de Michael Tippett, Giles Swayne e Arvo Pärt que compuseram Magnificat e Nunc dimittis em diferentes épocas.
Evensong pode ter substituído pelo canto anglicano e nas paróquias High Church pode terminar com a Benção do Santíssimo Sacramento (ou uma forma modificada de "Devoções ao Santíssimo Sacramento") e o transporte do sacramento reservado sob um véu úmeral do altar-mor para um altar de repouso, ao acompanhamento da música.
O serviço também pode incluir hinos. O primeiro deles pode ser chamado de Hino do ofício, e geralmente será particularmente ligado ao tema litúrgico do dia, e pode ser um antigo cenário de plainchant. Isso geralmente será cantado pouco antes do salmo ou imediatamente antes do primeiro cântico e pode ser cantado apenas pelo coro. Caso contrário, qualquer hino normalmente vem para o final do serviço, talvez um dos lados do sermão (se houver um), ou seguindo o hino. Estes hinos geralmente serão congregacionais.

## Partes do Evensong
Um evensong consistirá no seguinte:
- Orações: uma confissão, uma absolvição (se um ministro estiver presente);
- Pai nosso;
- Orações responsórias (cantadas alternadamente pelo ministro e o coro);
- Um ou dois salmos;
- Duas leituras da Bíblia. O primeiro é geralmente tirado do Antigo Testamento e o segundo do Novo Testamento. Cada leitura é seguida por um cântico: geralmente o Magnificat e Nunc Dimittis;
- Credo Apóstólico;
- Várias orações e respostas, incluindo o Kyrie eleison e o Pai Nosso;
- Um hino;
- Mais orações e uma bênção.

O organista costuma tocar uma música no órgão antes e depois do serviço. Aos domingos pode haver um sermão.

## Transmissões
A BBC transmite, desde 1926, um serviço semanal de Coral Evensong. É transmitido (geralmente ao vivo) na BBC Radio 3 às quartas-feiras às 15:30 e muitas vezes repetido no domingo seguinte. Entre fevereiro de 2007 e setembro de 2008, o serviço foi transmitido apenas no domingo. O serviço vem ao vivo de uma catedral inglesa ou instituição colegiada. No entanto, é ocasionalmente uma gravação ou é substituído por uma forma diferente de serviço ou um serviço de uma igreja em outro lugar do mundo. A transmissão mais recente está disponível no iPlayer da BBC por até uma semana após a transmissão original. Há também um arquivo disponível. Em resposta à Pandemia Covid-19, a Igreja Episcopal de St. Barnabas, em Pasadena, expandiu seu blog chorus para incluir gravações diárias de Morning Song e Evensong de seu coro virtual.